# Elisabeth Bumiller

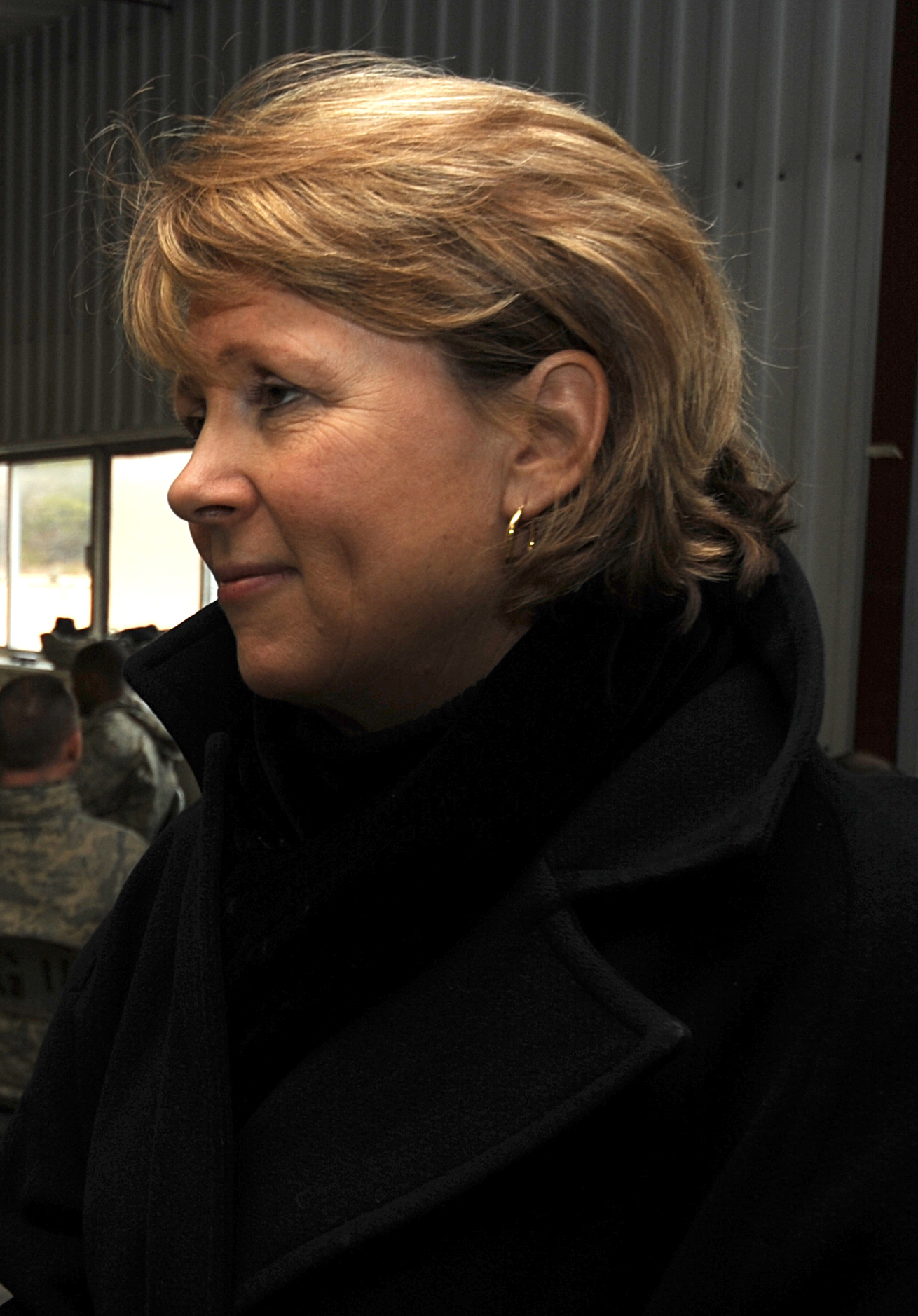
Elisabeth Bumiller, 2009

Elisabeth Bumiller (* 15. Mai 1956 in Aalborg, Dänemark) ist eine US-amerikanische Journalistin und Autorin.

## Leben und Wirken
Elisabeth Bumillers Mutter ist Dänin, der Vater Amerikaner, die Familie übersiedelte 1959 in die USA nach Cincinnati, wo Bumiller die High School besuchte. Sie studierte an der Northwestern University und von 1977 bis 1979 an der Columbia University Graduate School of Journalism und schrieb seit 1977 für The Miami Herald. 1982 begann sie in Washington, D.C. als Gesellschaftsreporterin für die Washington Post zu arbeiten. Sie heiratete 1983 den Journalisten Steven R. Weisman, der später am Peterson Institute for International Economics arbeitete, sie haben zwei Kinder. Mit Weisman ging sie nach New Delhi und dann nach Tokio und schrieb weiterhin als Korrespondentin für die Post.
Zurück in New York City wurde sie 1995 Lokalreporterin der New York Times. Anfang September 2001 wechselte sie als Inlandskorrespondentin der NYT beim Weißen Haus nach Washington, als die Terroranschläge am 11. September die Politik um 180 Grad drehten und die meisten journalistischen Fragen nun außenpolitischer Natur waren. Bumiller hielt sich als NYT-Korrespondentin stets in der Nähe des Präsidenten George W. Bush auf, sowohl auf dessen Privatsitz auf der Prairie Chapel Ranch als auch bei den Reisen nach St. Petersburg und in den Nahen Osten. Ab 2007 arbeitete sie als Korrespondentin der NYT beim Pentagon. Später wurde sie Redakteurin im Washingtoner Büro der Times, das sie seit September 2015 leitet.
Bumiller schrieb mehrere Bücher. Aus ihrer Auslandstätigkeit entstand 1989 ein Buch über die Familienstrukturen in Indien und 1995 eines über Japan. Sie hat 2007 eine Biografie über Condoleezza Rice verfasst.

## Schriften (Auswahl)
- Condoleezza Rice: an American life. A biography. Random House, New York 2007.
- mit Jennifer Berman und Laura Berman: For women only: a revolutionary guide to overcoming sexual dysfunction and reclaiming your sex life. Henry Holt & Co., New York 2001.
  - mit Jennifer Berman und Laura Berman: Nur für Frauen: Ihre Sexualität und Ihr Körper in neuem Licht. So haben Sie mehr Spaß und Erfüllung. Aus dem Amerikanischen von Gabriele Zelisko. Goldmann, München 2002.
- The secrets of Mariko: a year in the life of a Japanese woman and her family. Times Books, New York 1995.
- May you be the mother of a hundred sons: a journey among the women of India. Random House, New York 1990.
  -  Hundert Söhne sollst du haben ...: Frauenleben in Indien. Aus dem Amerikanischen von Franziska Sperr. Knesebeck, München 1992.